# Liparetrus glaber
Liparetrus glaber är en skalbaggsart som beskrevs av Macleay 1871. Liparetrus glaber ingår i släktet Liparetrus och familjen Melolonthidae. Inga underarter finns listade i Catalogue of Life.